# Jean Charles François Legros
Jean Charles François Legros est un homme d'Église français, né à Paris le 15 décembre 1712 et décédé le 21 janvier 1790.

## Biographie
Il est successivement vicaire général de Reims, abbé commendataire de Saint-Acheul d'Amiens et prévôt de l'église collégiale et royale de l'église Saint-Louis-du-Louvre. 
il est également docteur de la Maison et société royale de Navarre, et publie plusieurs ouvrages allant de l'analyse économique et politique à la critique littéraire.
Le 30 avril 1789 il est élu député du clergé aux États généraux pour la ville de Paris.
Il est le neveu du peintre Jean Le Gros.

## Publications
- Analyse des ouvrages de J.J. Rousseau, de Genève, et de M. Court de Gebelin, auteur du Monde primitif, par un solitaire, 1785
- Analyse et examen du systeme des philosophes économistes, par un solitaire, 1787
- Analyse et examen de l'Antiquité dévoilée, du Despotisme oriental, & du Christianisme dévoilé, ouvrages posthumes de Boullanger, 1788
- Examen du système politique de M. Necker, mémoire joint à la lettre écrite au roi par M. de Calonne le 9 février 1789
- Adresse aux États-Généraux, par un solitaire, 1790

## Source partielle
« Jean Charles François Legros », dans Adolphe Robert et Gaston Cougny, Dictionnaire des parlementaires français, Edgar Bourloton, 1889-1891 [détail de l’édition]